# Popkollo
Popkollo är ett i Sverige årligt återkommande musikläger endast för tjejer och transpersoner i åldern 12-18. Popkollos syfte är att öka antalet tjejer och transpersoner på och bakom landets musikscener.  En organisation för hela landet, Riksorganisationen Popkollo, bildades 2006.

## Historik
Popkollo startade i Hultsfred 2003 på initiativ av popartisten Marit Bergman och föreningen Rockparty. Första året deltog 19 ungdomar. 
År 2006 startade Riksorganisationen Popkollo som fungerar som samarbetsplattform för de lokala föreningar som arrangerar Popkollo runtom i Sverige. Sommaren 2008 genomförs Popkollo på sju orter. Förutom originalkollot finns inriktningarna Metal, Electro, Hiphop, Ljudteknik, Jazz, Folkmusik.
Det 7-10 dagar långa lägret innehåller en bred introduktion i musikens värld med instrument workshops, handlett repande i band, inspirationsworkshops med artister från musikbranschen, låtskrivande, studioinspelning och en stor avslutningskonsert bland annat på schemat. Popkollo är en långsiktig och förebyggande satsning för att på sikt uppnå en jämställd musikbransch och i förlängningen ett jämställt samhälle.
Riksorganisationen Popkollo har 16 medlemsföreningar (inom parentes årtalet då de blev medlemmar): Popkollo Göteborg (2006), Popkollo Hultsfred (2006), She’s Got The Beat i Umeå (2006), Popkollo Malmö (2007), Popkollo Botkyrka (2007), Popkollo Katrineholm (2008), Rockjuntan i Örebro (2011), Popkollo Norrbotten (2013), Equalize Music i Arvika (2013), Popkollo Norra Stor-Stockholm (2013), Popkollo Falun (2014), Popkollo IMPRA (2014), Jämställd Ljudteknik (2015), Popkollo Gotland (2015), Folkkollo (2016) och Popkollo Sundsvall (2016). Popkollo är också en av grundarna av och medlem i det internationella nätverket Girls Rock Camp Alliance (GRCA) tillsammans med över 80 kollon från USA, Kanada, Europa, Australien, Japan, Peru och Brasilien.  

## Fotnoter
1. ↑  Popkollo.se